# Socket sTRX4
El denominado Socket sTRX4, el cual es también conocido como Socket SP3r3, es un zócalo del tipo LGA para procesadores que fue diseñado por parte de la empresa estadounidense Advanced Micro Devices (AMD) para poder brindarle soporte a sus respectivas CPUs Castle Peak Ryzen Threadripper, las cuales están basadas en la microarquitectura Zen 2. que fuese lanzado el día 25 de noviembre de 2019, para sus propias plataformas de escritorio y de estaciones de trabajo de alto rendimiento
El socket sTRX4 es el sucesor directo del zócalo TR4 que fueron usados en tanto la primera como la segunda versión de los procesadores AMD Ryzen Threadripper. El mismo es idéntico desde el punto de vista físico pero es eléctricamente incompatible tanto como el propio zócalo TR4, así como también con el socket SP3 que es usado por parte de la propia AMD para sus respectivos servidores,
El mismo usa el conjunto de chips (chipset) TRX40 y provee soporte para un total de 88 líneas PCI Express (PCIe) 4.0, lo cual representa un incremento desde las 66 líneas PCIe 3.0 que habían llegado a caracterizar a su propia plataforma predecesora.

## Nota y referencias
- Esta obra contiene una traducción  derivada de «sTRX4» de Wikipedia en inglés, publicada por sus editores bajo la Licencia de documentación libre de GNU y la Licencia Creative Commons Atribución-CompartirIgual 4.0 Internacional.

1. ↑  Liu, Zhiye (16 de octubre de 2019). «AMD Lists Threadripper 3000 CPU With 32 Cores, Possible New Socket (“AMD lista a la CPU Threadripper 3000 con 32 núcleos, posible nuevo zócalo”». Tom's Hardware. Consultado el 28 de noviembre de 2019.
2. 1 2  Cutress, Ian; Frumusanu, Andréi; Bonshor, Gavin (25 de noviembre de 2019). «The AMD Threadripper 3960X and 3970X Review: 24 and 32 Cores on 7nm (“Revisión del AMD Threadripper 3960X y 3970X: 24 y 32 núcleos a 7 nm”)». AnandTech. Consultado el 28 de noviembre de 2019.
3. ↑  Ian (10 de agosto de 2017). «The AMD Ryzen Threadripper 1950X and 1920X Review: CPUs on Steroids (“Revisión de los AMD Ryzen Threadripper 1950X y 1920X: CPUs con esteroides”)». AnandTech. Consultado el 10 de agosto de 2017.
4. ↑  «AMD TRX40 Motherboards for 3rd Gen AMD Ryzen™ Threadripper™ (“Placas madre AMD TRX40 para los AMD Ryzen Threadripper de tercera generación”)». AMD (en inglés). Consultado el 28 de noviembre de 2019.
5. ↑  «AMD SocketTR4 X399 Platform-based Motherboards (“Placas madre basadas en la plataforma X399 de zócalo TR4 de AMD ”)». AMD (en inglés). Consultado el 6 de diciembre de 2018.

- Datos: Q76735385